# توماس كونيل
توماس كونيل (4 مارس 1869 في نيوزيلندا - ) (بالإنجليزية: Thomas Connell)‏ هو لاعب كريكت نيوزلندي.

## وصلات خارجية
- توماس كونيل على موقع إي آس بي آن كريك إنفو (الإنجليزية)